# 남코
주식회사 남코(영어: Namco Limited, 일본어: 株式会社ナムコ)는 일본 비디오 게임 회사로, 현재는 반다이 남코 홀딩스의 자화사이다.

## 개요

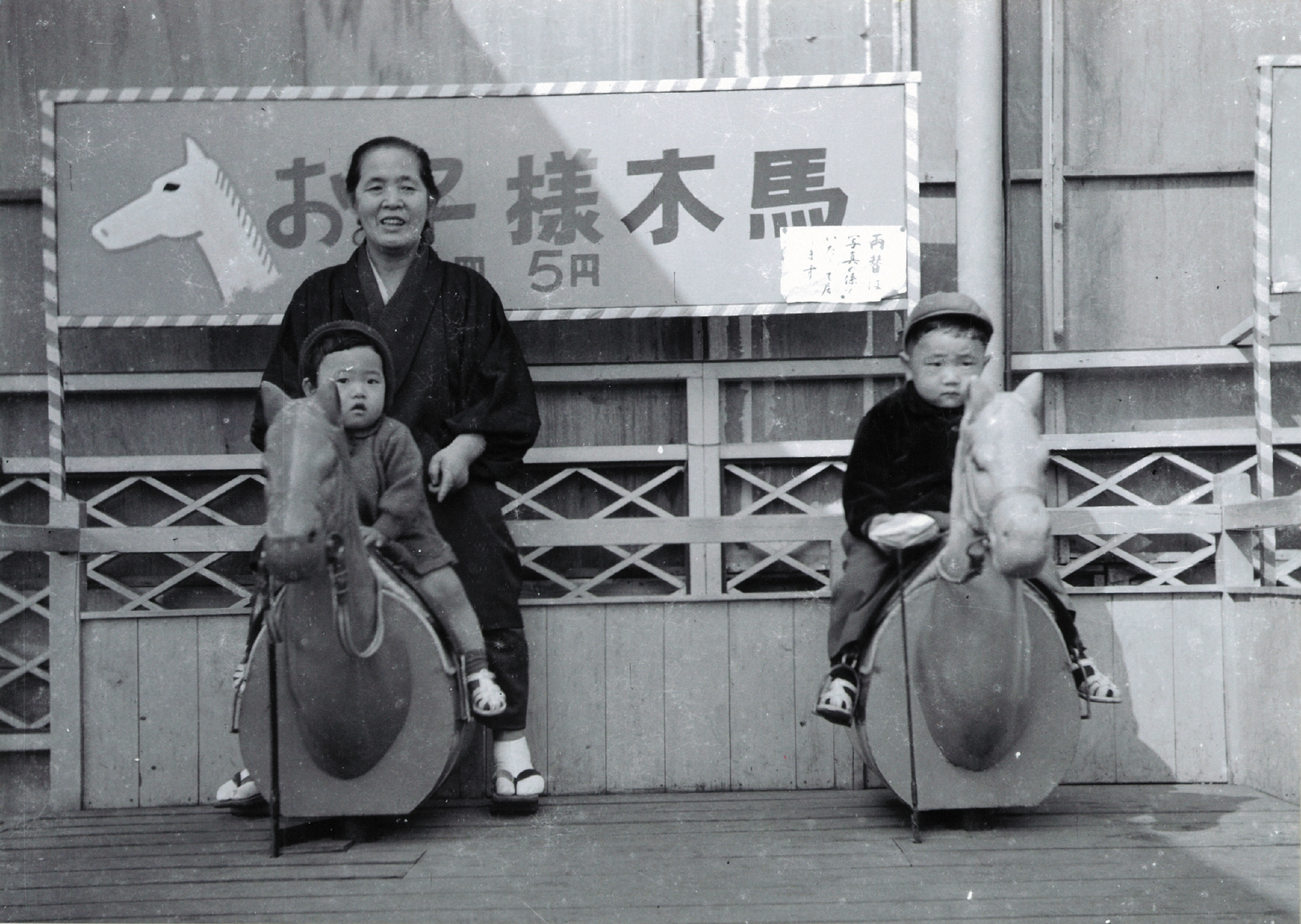
1955년에 제작된 나카무라 제작소의 기계 목마.

2006년 3월 31일, 구 남코(법인으로는 현재의 반다이 남코 게임즈)(이후 대원반다이남코게임즈)에서 어뮤즈먼트 부문 및 신규 개발사업 부분이 독립한 회사이며, (구) 남코와 회사명은 같지만 회사 조직 상 별도의 회사이다.
다만, 〈남코〉〈namco〉의 브랜드명(상표)는 반다이 남코 게임스의 게임 소프트 브랜드로서도 계속 사용되고 있다.
남코의 이름의 유래는 구 남코의 전신 회사 〈나카무라 제작소〉의 영어 표기인 NAKAMURA Manufacturing Co.,Ltd 에 있으며 National Asset Management Corporation의 약칭이기도 하다. 〈남코트(NAMCOT)〉라는 명칭은, 가정용 게임 소프트 레이블로서 발족한 것이다.
2008년 3월, 유노가와 관광호텔의 주식을 주식회사 스터디에 매각하여, 그룹에서 제외시켰다.
2008년 4월, 반프레스토의 사업 재편에 의해, 플래져 캐스트, 하나야시키를 자회사로 만들었다.
반다이 남코 게임즈는 이후 2015년 4월 1일부로 반다이 남코 엔터테인먼트로 이름을 바꾸었다. 합병 이후 신 남코는 대형 오락실 브랜드인 남코 랜드의 운영만 남게 되었다.
2018년 4월, 반다이남코엔터테인먼트의 사업 재편에 의해, 어뮤즈먼트 사업을 이관받음과 동시에 '반다이 남코 어뮤즈먼트'로 사명이 변경되었다.